# Lynn Ungoed-Thomas
Arwyn Lynn Ungoed-Thomas (29 juin 1904 - 4 décembre 1972) est un homme politique du Parti travailliste gallois et un juge britannique.

## Vie privée
Il est né le 29 juin 1904, fils d'Evan Ungoed Thomas, pasteur du Tabernacle, une église baptiste galloise, à Carmarthen, pendant plus de quarante ans. Il fait ses études à la Queen Elizabeth Grammar School (Carmarthen), au Haileybury College et au Magdalen College d'Oxford. Il se marie le 19 avril 1933 à Dorothy, la fille de Jasper Travers Wolfe du comté de Cork. Ils ont deux fils et une fille.
Ungoed-Thomas joue au rugby à XV pour les Leicester Tigers en 1931, disputant 8 matchs entre janvier et mars et marquant deux essais ,.

## Carrière
Avant sa carrière politique, il sert dans l'armée tout au long de la Seconde Guerre mondiale, où il devient major.
Il est élu aux élections générales de 1945 comme député de la circonscription galloise de Llandaff et Barry. Son siège est aboli pour les élections générales de 1950, mais peu de temps après, le député travailliste de la nouvelle circonscription de Leicester North East devient juge à la Haute Cour, et Ungoed-Thomas est réélu au Parlement lors de l'élection partielle de Leicester North East. Entre avril 1951 et octobre 1951, il est solliciteur général et reçoit la chevalerie coutumière.
Il occupe le siège jusqu'à sa démission de la Chambre des communes en 1962, date à laquelle il devient juge de la Haute Cour, affecté à la Chancery Division. Il reste à la Haute Cour jusqu'à sa mort en 1972.

## La Convention européenne des droits de l'homme
Il est membre de la délégation britannique au Conseil de l'Europe, où il plaide fortement en faveur de la création de la Convention européenne des droits de l'homme. Cependant, il s'est opposé à la création d'un tribunal chargé de superviser la mise en œuvre de la Convention et de fournir les protections en son sein. Lui, avec Rolin de France, propose le 6 septembre 1949 que la recommandation du Comité juridique d'une Cour soit rejetée . Ils estiment qu'une Commission européenne des droits de l'homme et une Cour européenne des droits de l'homme ne sont pas nécessaires. L’une des nombreuses objections qu’ils soulèvent est la proposition selon laquelle des individus, et pas seulement des États, pourraient demander réparation pour des violations présumées auprès de la Cour. Ungoed-Thomas s'oppose au droit de recours individuel parce qu'il estime que des individus pouvaient «traduire en justice l'un des États même après examen et avec l'autorité d'une« organisation de tri »».
Après deux jours de débat sur la question, le 8 septembre 1949, l'amendement de Rolin et Ungoed-Thomas rejetant une Cour européenne des droits de l'homme est lui-même rejeté.
Ungoed-Thomas propose alors que les particuliers ne soient pas autorisés à adresser une pétition à la Commission. Il est soutenu dans cette objection par des personnalités comme Sundt de Norvège qui estiment que le droit de pétition individuelle ouvrirait un flot de réclamations contre les États signataires.
En fin de compte, le droit de recours individuel est devenu une clause facultative, en partie à cause de ces objections soulevées, en vertu de l'article 25 original de la Convention. Le droit de pétition individuelle est obligatoire depuis l'adoption d'une Convention européenne des droits de l'homme révisée en 1998 (nouvel article 34).

## Carrière judiciaire
En tant que juge, on se souvient de lui pour son jugement très cité dans l'affaire fiscale Cheney v Conn (1968). Parmi ses autres décisions notables, mentionnons:
- Butt v Kelson [1952] Ch 197 (comme conseil)
- Re Golay's Will Trusts [1965] 1 WLR 969
- Cunliffe-Owen contre Teather &amp; Greenwood [1967] 1 WLR 1421, termes implicites par la coutume
- Mann contre Goldstein [1968] 1 WLR 1091
- Affaire Selangor [1968] 1 WLR 1555
- Bushell v Faith [1970] AC 1099 (en première instance)
- Hodgson v Marks [1971] Ch 892 (en première instance)